# 塔克拉玛干沙漠

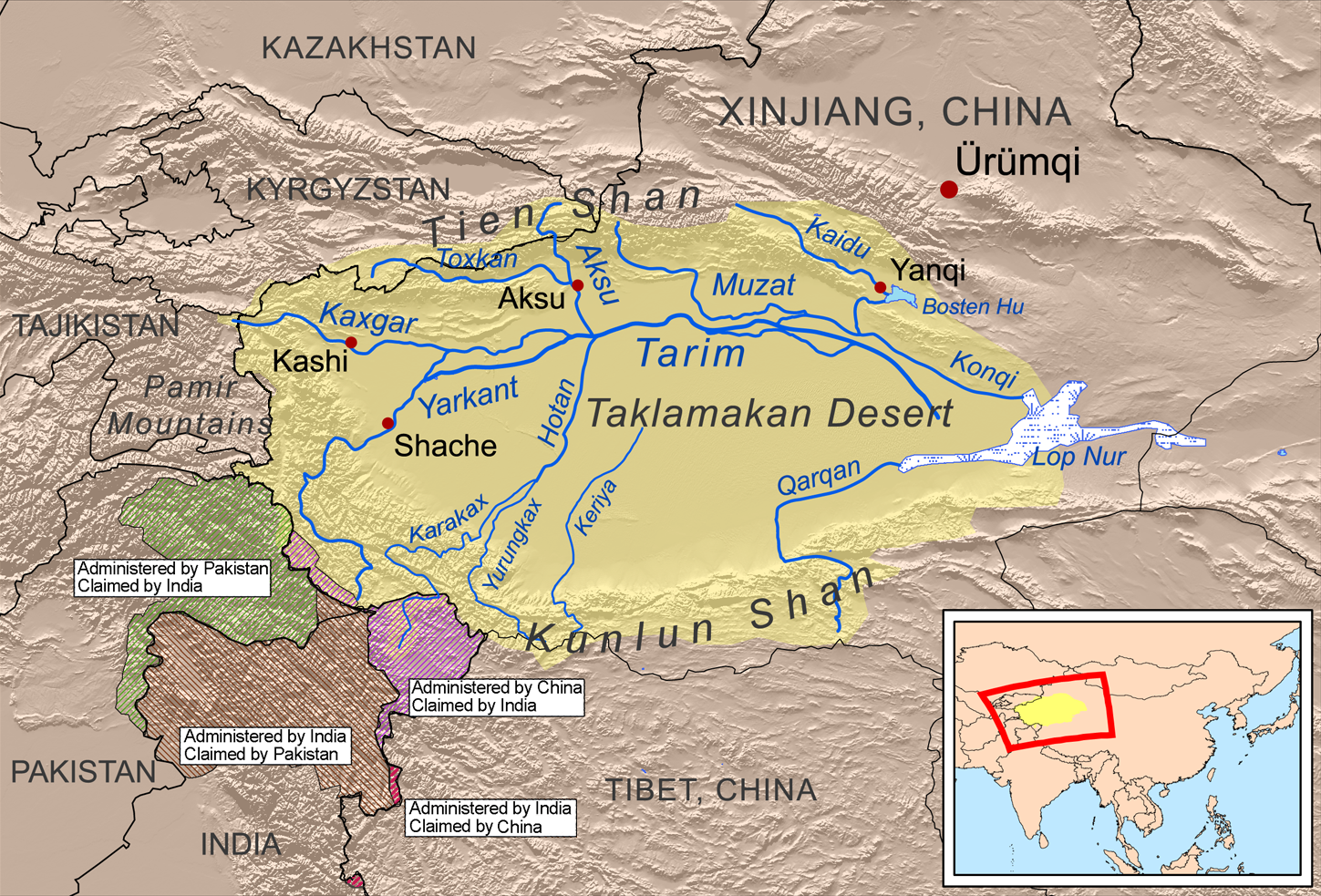
塔克拉玛干沙漠和塔里木盆地

塔克拉玛干沙漠（維吾爾語：تەكلىماكان قۇملۇقى‎；拉丁維文：Teklimakan qumluqi）是位于中华人民共和国新疆维吾尔自治区的塔里木盆地中央的大型沙漠，位于天山、昆仑山、阿尔金山和帕米尔高原之间，东西长1100多公里，南北宽550公里，面积约33.76万平方公里，占中国沙漠面积的一半，是中国面积最大的沙漠。
塔克拉玛干沙漠是世界第二大流动性沙漠，流动沙丘面积约27.7万平方公里，占沙漠总面积的82%，固定、半固定沙丘仅占18%，仅西部的麻扎塔格、罗斯塔格山，中南部的北民丰隆起高地和深入到沙漠内部的一些河流沿岸为非沙丘地带。按总面积排名，塔克拉玛干沙漠是撒哈拉沙漠、鲁卜哈利沙漠、大沙沙漠和卡拉库姆沙漠之后的第五大沙漠。
塔克拉玛干沙漠平均年降水不超过100毫米，最低只有四五毫米；平均蒸发量高达2500—3400毫米。此地存在的金字塔形沙丘屹立于平原以上300米，狂风能将沙墙吹起，高度可达其3倍。沙漠里沙丘绵延，受风的影响，沙丘时常移动。沙漠里亦有少量的植物，其根系异常发达，超过地上部分的几十倍乃至上百倍，以便汲取地下的水份；那里的动物有夏眠的现象。

## 名称

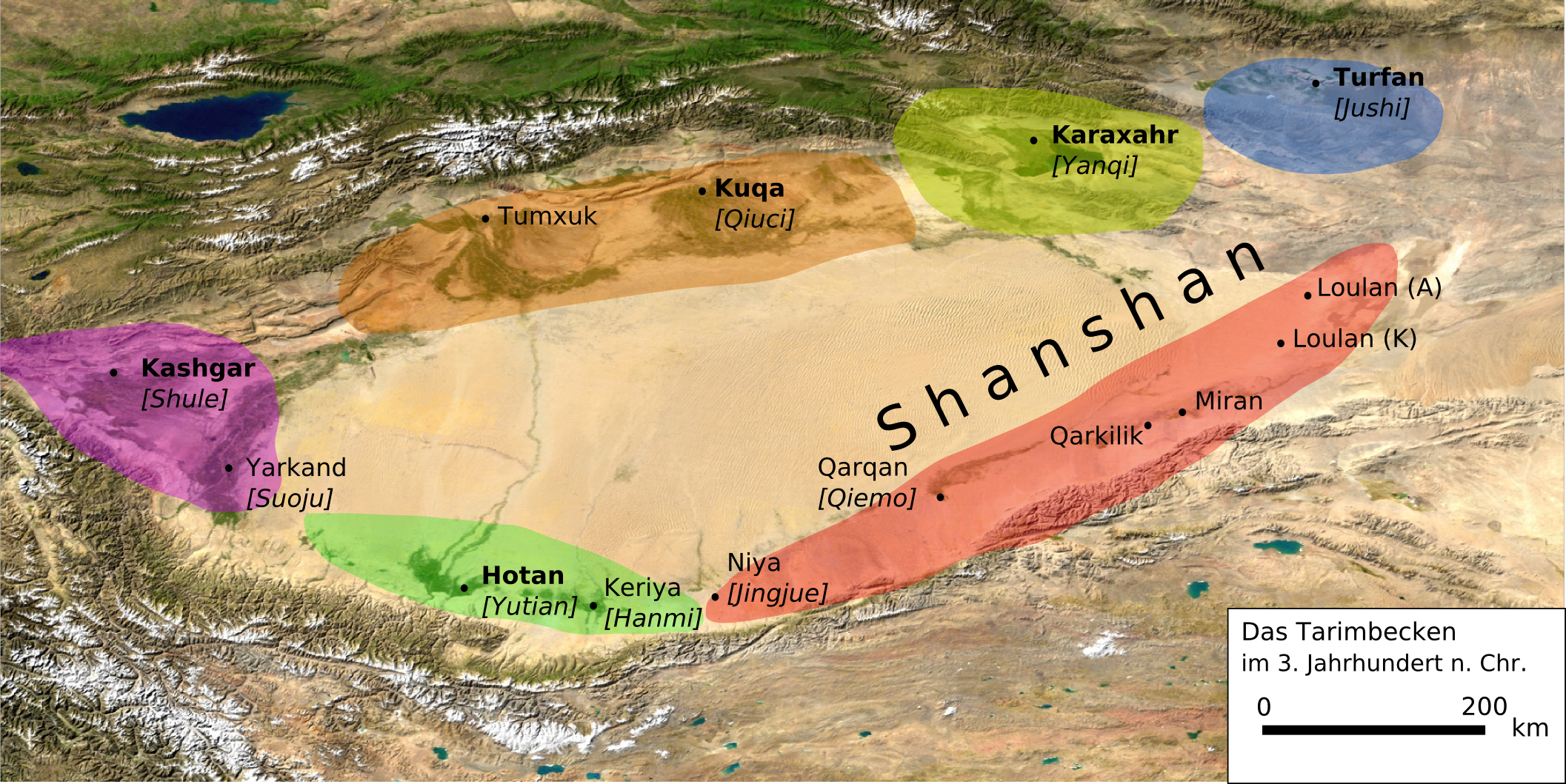
約西元三世纪時的民族分布

“塔克拉玛干”词源说法不一，一说为维吾尔语“吐火罗人之地”，“塔克拉”与“吐火罗”为同名异译，二者之间仅有末音节易-ra为-la的微异。吐火罗之名源自东伊朗语tu-gara（又写作tukhara），译言大山。一说来自波斯语「تکلهمکان」，是“就连无叶小树也不能生长”的意思。
根据另一说法，塔克拉玛干这个名字来源于 Terk-i Mekan。 这个名字在 1867 年写于和田地区的名为 Tevarih-i Muskiyun 的书中首次被称为 Terk-i Makan (ترك مكان / trk mkan)。
中国民间流传“塔克拉玛干”在维吾尔语意为“进得出不得”，也意为“死亡之海”，但此说法有误。

## 范围
塔克拉玛干沙漠位于新疆境内的天山、昆仑山、阿尔金山和帕米尔高原之间，东西长1100多公里，南北宽550公里，面积约33.76万平方公里，占中国全部沙漠面积的一半。
狭义的塔克拉玛干沙漠主要指叶尔羌河以东、塔里木河下游走廊以西的沙漠；广义的塔克拉玛干沙漠指所有分布在塔里木盆地的沙漠，除主体外，还包括喀什三角洲上的布吉里沙漠、托格拉克沙漠，罗布泊与塔里木河下游走廊之间的库鲁克库姆沙漠，以及天山南麓和昆仑山北麓的零星分布的沙漠。

## 形成

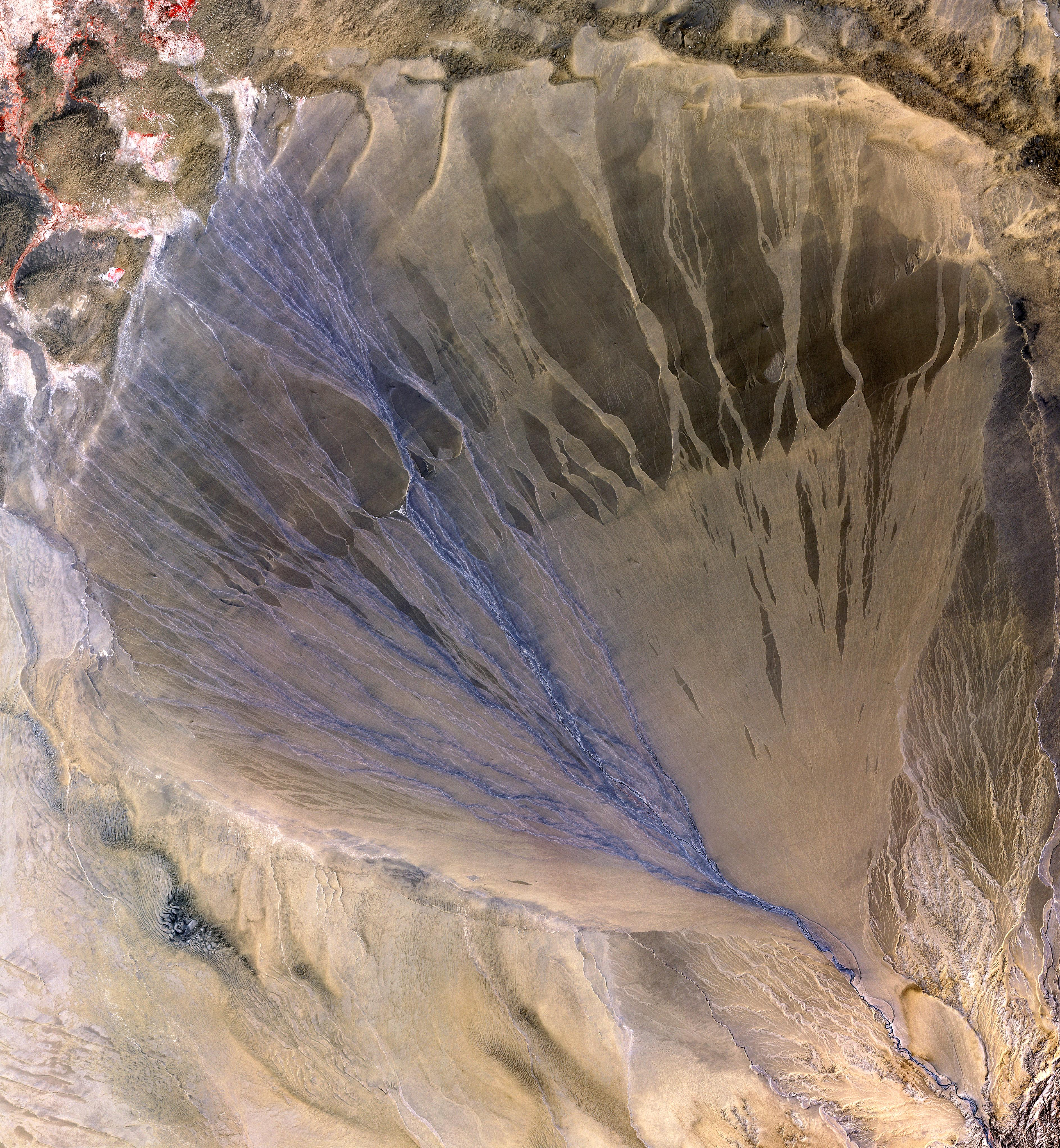
中国新疆塔克拉玛干沙漠南部横跨昆仑山脉和阿尔金山脉之间的一个庞大的冲积扇。左边是冲积扇活跃区域，蓝色为水流。照片拍摄于2002年5月2日，拍摄区域为56.6 × 61.3 km，其中心位于

亚洲中部是世界上最大的干旱地带之一，塔克拉玛干沙漠的形成与青藏高原有关系。据中国科学院调查，塔克拉玛干沙漠至少在530万年前就已形成，科学家在塔克拉玛干沙漠西南方向地层发现了夹有大量由风力搬运而来的黄土堆积新生代地层。

## 水系
塔克拉玛干沙漠降水稀少，而蒸发量远大于降水量。水体多是内流河或湖泊形式的而存在的。
在塔克拉玛干沙漠上流淌的的河流都是内流河，这些河流的水量多来源于高山融雪，故而在春夏时节，河流泛滥，秋冬時節，幾近乾涸。较大的河流有有叶尔羌河、塔里木河、和田河和车尔臣河等，其中塔里木河是最大的河流，也是中国最大的内流河。
在上述内流河的终点，往往形成湖泊，如塔里木河下游的罗布泊。

## 绿洲
在沙漠的边缘地带，由于河流的经过，往往形成大小不等的绿洲。在各条流入、纵切塔克拉玛干沙漠的季节河河床上，即使深入沙漠腹地五六百公里，都分布许多小绿洲，有维吾尔族乡、村常年定居于此 。较大的绿洲有和田绿洲、吐鲁番绿洲等。塔克拉玛干沙漠东面的吐鲁番盆地比海平面低154米，是地球上最热、最低的地方之一。这里几乎从不下雨，温度能连续几周在40℃左右。该盆地的东部边缘是吐鲁番绿洲。

### 週邊城市
- 阿克蘇
- 若羌
- 且末
- 和闐
- 葉城
- 喀什

## 交通
中国已经建设三条穿越塔克拉玛干沙漠的沙漠公路，分别为轮台-民丰、阿克苏-阿拉尔-和田、尉犁-且末沙漠公路。
详见塔里木沙漠公路。

## 锁边固沙工程
塔克拉玛干沙漠边缘阻击战最后一段空白区于2024年11月28日顺利实现“锁边合龙”，塔克拉玛干沙漠3046公里的绿色阻沙防护带完全闭合。

## 圖片

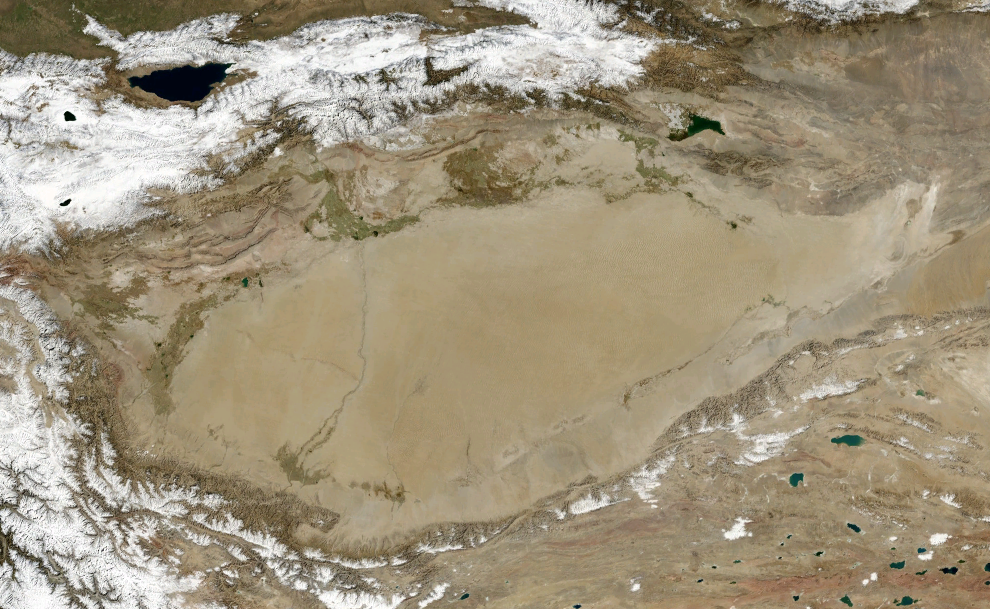
NASA World Wind裡的塔克拉玛干沙漠

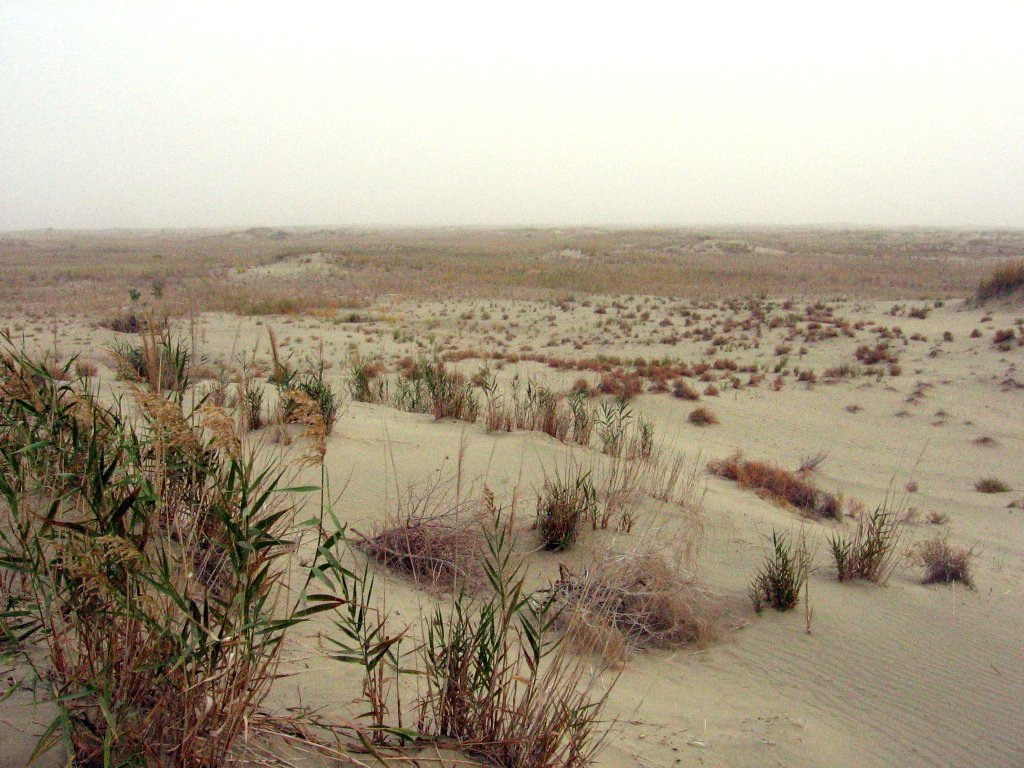

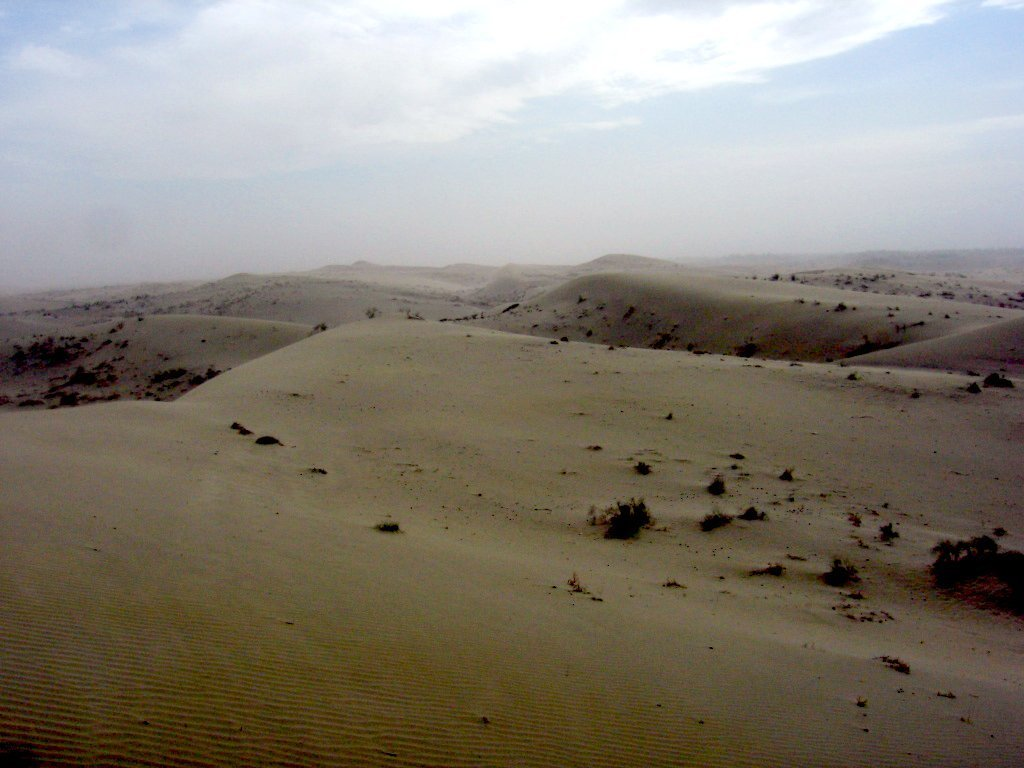